# خان‌اریق
خان‌اریق (به اویغوری: خانئېرىق بازىرى)(به چینی: 罕艾日克镇، به پین‌یین: Hǎn'àirìkè Zhèn) یک قصبه در چین است که در شهرستان ختن، ولایت ختن، منطقه سین‌کیانگ واقع شده‌است. هانریک ۴۳٬۷۵۱ نفر جمعیت دارد.